# Klub ochrany dravců a sov

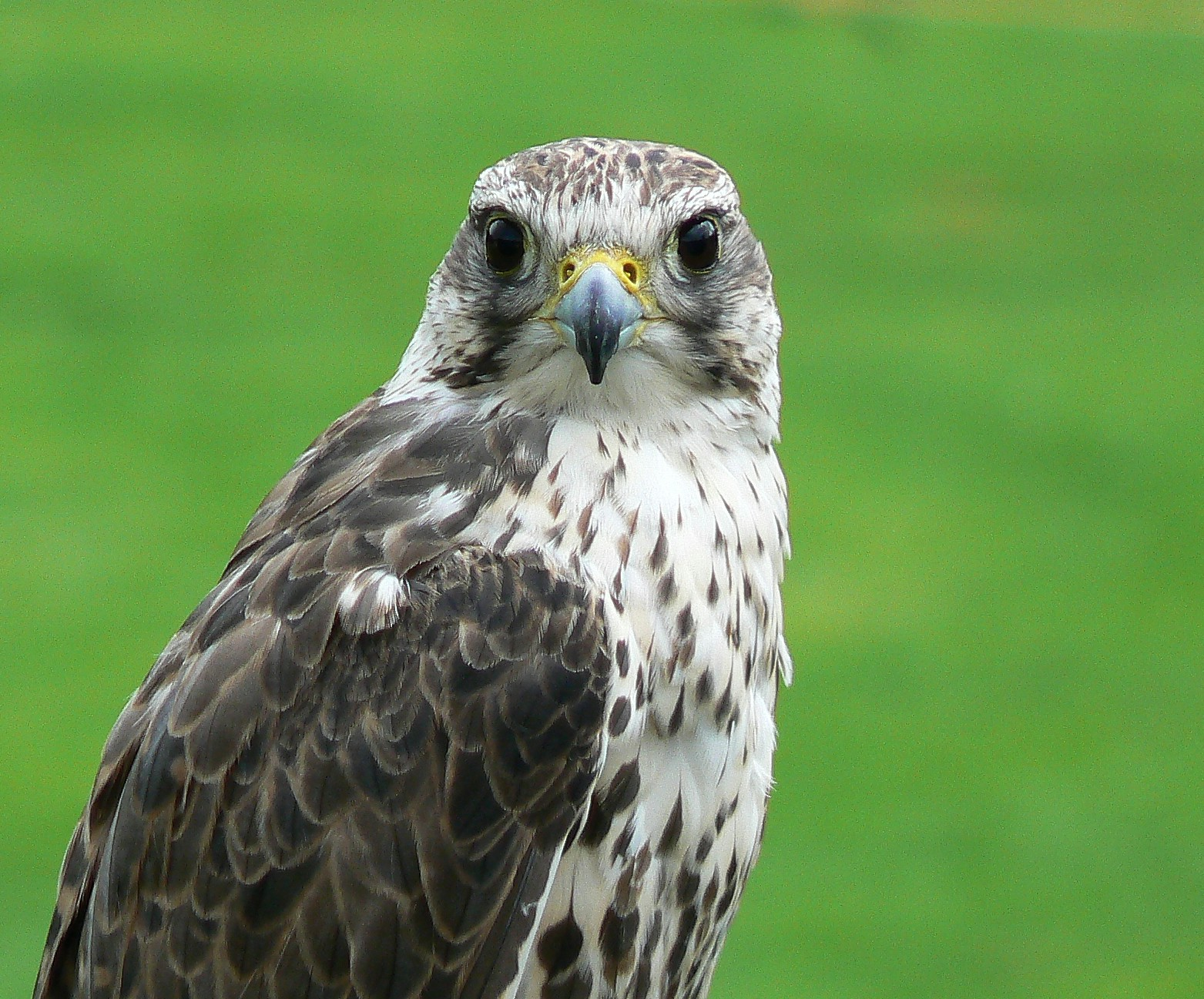
Raroh velký, jehož hnízda KODAS chrání před vykradači

Klub ochrany dravců a sov (KODAS) je skupina lidí při sdružení Děti Země, kteří se od roku 1990 zabývají zejména ohroženými druhy dravých ptáků a sov. Několika programy a projekty vytváří podmínky pro návrat dravců a sov do české krajiny. 
Od roku 1990 desítky dobrovolníků hlídají před vykradením hnízda dravých ptáků rarohů velkých, aby nebyla vykradena sokolníky či ilegálními obchodníky s chráněnými druhy zvířat. Klubu se během let podařilo uhlídat před vykradači už desítky mláďat rarohů velkých, sokolů stěhovavých a orlů královských v Česku i na Slovensku.